# První vláda Władysława Sikorského
První vláda Władysława Sikorského byla desátou vládou Druhé Polské republiky pod vedením Władysława Sikorského. Kabinet byl jmenován 16. prosince 1922 zastupujícím prezidentem Maciejem Ratajem a podal demisi 26. května 1923.

## Činnost vlády
Hlavním úkolem vlády bylo uklidnit situaci po atentátu na prezidenta Gabriela Narutowicze. Již 17. prosince kabinet vyhlásil výjimečný stav a následně byli zatčení hlavní představitelé nacionalistů. Sikorski byl nucen ke kompromisu s příznivci maršála Józefa Piłsudského. Ministrem vojenství v jeho vládě se stal Kazimierz Sosnkowski, jenž z Piłsudského udělal náčelníka Generálního štábu.
Vláda nedisponovala trvalou podporou žádné z relevantních parlamentních politických sil. Většina politických stran považovala kabinet za dočasný. Přesto jí byla 23. ledna 1923 v Sejmu vyslovena důvěra (část poslanců se neúčastnila hlasování).
Vláda řešila ekonomicko-finanční problémy, zejména se snažila snížit inflaci. Władysław Grabski vypracoval plán reforem, které ale neměly většinovou podporu v Sejmu. Kabinet dosáhl uznání východních hranic státu západními mocnostmi. V souladu s tím se polská armáda podílela dle mandátu Společnosti národů intervence v oblasti Klaipėdy, původně mezinárodně spravované oblasti, kterou v lednu 1923 obsadila Litva.

## Pád vlády
Po celé období Sikorského vlády se odehrávala jednání mezi pravicí a Polskou lidovou stranou Piast, kterých se mj. zúčastnili Wincenty Witos, Stanisław Głąbiński nebo senátor PSL Piast Ludwik Hammerling. Jednání se účastnili také zástupci křesťanských demokratů a křesťanských národovců, kteří byli proti zemědělské reformě navrhované PSL Piast. V parlamentním klubu PSL Piast se zase skupina okolo Jana Dąbského bránila spolupráci s pravicí. V březnu 1923 Ústřední výbor PSL Piast odmítl koalici strany s levicí a slovanskými národnostními menšinami. Jedinou možností tak bylo spojení s pravicí, jež v dubnu schválil i parlamentní klub strany.
Dne 17. května 1923 byl v bytě senátora Juliana Zdanowského podepsán lanckoronský pakt, nazvaný podle místa dřívějších častých jednání. Po podpisu dohody zástupci PSL Piast, Lidově-národního svazu a křesťanských demokratů (křesťanští-národovci odmítli kompromis zemědělské reformy, ale přislíbili vládě podporu) zůstávala ještě možnost zapojení Národní strany dělnické. Její sjezd 20.-21. května 1923 o zapojení do nové středopravicové parlamentní většiny nerozhodl.
Za takové situace se PSL Piast a Křesťanský svaz národní jednoty rozhodly svrhnout Sikorského kabinet. Premiér Sikorski předložil Sejmu návrh rozpočtového provizoria a hlasování o něm mělo posloužit jako hlasování o důvěře vládě. K hlasování došlo 26. května. Na stranu vlády se postavily Polská socialistická strana a Polská lidová strana Wyzwolenie, protože nechtěly dopustit vládu pravice. Proti vládě se vyslovilo 279 poslanců, pro hlasovalo 117 poslanců. V návaznosti na hlasování vystoupila Dąbského skupina, jež hlasovala pro Sikorského vládu, z PSL Piast a založila parlamentní klub PSL Lidová jednota.

## Složení vlády
| Portfej                                    | Ministr / člen vlády                  | Strana    | Nástup do úřadu   | Odchod z úřadu  |
| ------------------------------------------ | ------------------------------------- | --------- | ----------------- | --------------- |
| Předseda vlády a ministr vnitra            | Władysław Sikorski                    | nestraník | 16. prosince 1922 | 26. května 1923 |
| Ministr zahraničí                          | Aleksander Skrzyński                  | SPN       | 16. prosince 1922 | 26. května 1923 |
| Ministr vojenství                          | Kazimierz Sosnkowski                  | nestraník | 16. prosince 1922 | 26. května 1923 |
| Ministr spravedlnosti                      | Wacław Makowski                       | nestraník | 16. prosince 1922 | 26. května 1923 |
| Ministr náboženství a veřejného vzdělávání | Józef Mikułowski-Pomorski (úřadující) | nestraník | 16. prosince 1922 | 26. května 1923 |
| Ministr státního pokladu                   | Zygmunt Jastrzębski                   | nestraník | 16. prosince 1922 | 2. ledna 1923   |
| Ministr státního pokladu                   | Bolesław Markowski (úřadující)        | nestraník | 2. ledna 1923     | 13. ledna 1923  |
| Ministr státního pokladu                   | Władysław Grabski                     | ZLN       | 13. ledna 1923    | 26. května 1923 |
| Ministr průmyslu a obchodu                 | Henryk Strasburger (úřadující)        | nestraník | 16. prosince 1922 | 13. ledna 1923  |
| Ministr průmyslu a obchodu                 | Stefan Ossowski                       | nestraník | 13. ledna 1923    | 26. května 1923 |
| Ministr zemědělství                        | Józef Raczyński (úřadující)           | nestraník | 16. prosince 1922 | 26. května 1923 |
| Ministr železnic                           | Ludwik Zagórny-Marynowski (úřadující) | nestraník | 16. prosince 1922 | 26. května 1923 |
| Ministr pošt a telegrafů                   | Jan Moszczyński (úřadující)           | nestraník | 16. prosince 1922 | 26. května 1923 |
| Ministr veřejných prací                    | Jan Łopuszański (úřadující)           | nestraník | 16. prosince 1922 | 26. května 1923 |
| Ministr práce a sociální péče              | Ludwik Darowski                       | PPS       | 16. prosince 1922 | 26. května 1923 |
| Ministr veřejného zdraví                   | Witold Chodźko                        | nestraník | 16. prosince 1922 | 26. května 1923 |